# Stony Ridge
Stony Ridge – jednostka osadnicza w Stanach Zjednoczonych, w stanie Ohio, w hrabstwie Wood.